# Gaspare Tagliacozzi
Gaspare Tagliacozzi (ur. w marcu 1546, zm. 7 listopada 1599) – włoski chirurg i anatom pochodzący z Bolonii, uczeń Girolama Cardana, doktor medycyny i filozofii, profesor chirurgii i anatomii na Uniwersytecie w Bolonii. 
Uważany jest za pioniera chirurgii plastycznej. Wprowadził autorską metodę plastyki nosa za pomocą płata uszypułowanego pobranego z ramienia. Metoda ta nosi nazwę metody włoskiej. Praca Tagliacozziego spotkała się z niezrozumieniem; zdaniem niektórych miał on używać mięśnia do formowania nosa, jednak jego ilustracje wskazują na użycie skóry; do tego tkankę pobierał jedynie od samego pacjenta. Jak pisze w swoim dziele odwiedzały go zamożne osoby w sprawie utraty nosa, ucha lub wargi po walce, przez przemoc ze strony innych lub podczas pojedynku. Do tego skonstruował przyrząd, który po pobraniu skóry utrzymywał we właściwej pozycji rękę oraz osłonkę na nos.
Jego najważniejszą pracą jest De Curtorum Chirurgia per Insitionem Libri Duo (Wenecja, 1597).